# Episodi di Parenthood (seconda stagione)
La seconda stagione della serie televisiva Parenthood è stata trasmessa in prima visione negli Stati Uniti d'America da NBC dal 14 settembre 2010 al 19 aprile 2011, ottenendo un'audience media di 6 873 000 telespettatori.
In Italia la stagione è stata trasmessa in prima visione da Joi, canale pay della piattaforma Mediaset Premium, dal 13 novembre 2011 al 22 gennaio 2012; in chiaro viene trasmessa dal 21 settembre al 7 dicembre 2013 su La5.
| nº | Titolo originale                                   | Titolo italiano                 | Prima TV USA      | Prima TV Italia  |
| -- | -------------------------------------------------- | ------------------------------- | ----------------- | ---------------- |
| 1  | I Hear You, I See You                              | Un nuovo lavoro                 | 14 settembre 2010 | 13 novembre 2011 |
| 2  | No Good Deed                                       | La responsabilità               | 21 settembre 2010 | 13 novembre 2011 |
| 3  | I'm Cooler Than You Think                          | Le cose non dette               | 28 settembre 2010 | 20 novembre 2011 |
| 4  | Date Night                                         | Una serata romantica            | 5 ottobre 2010    | 20 novembre 2011 |
| 5  | The Booth Job                                      | Lo stand                        | 12 ottobre 2010   | 27 novembre 2011 |
| 6  | Orange Alert                                       | Allarme arancione               | 19 ottobre 2010   | 27 novembre 2011 |
| 7  | Seven Names                                        | Sette nomi                      | 26 ottobre 2010   | 4 dicembre 2011  |
| 8  | If This Boat is a Rockin'                          | Un piccolo passo per un uomo... | 9 novembre 2010   | 4 dicembre 2011  |
| 9  | Put Yourself Out There                             | Mettiti in gioco                | 16 novembre 2010  | 11 dicembre 2011 |
| 10 | Happy Thanksgiving                                 | Felice festa del Ringraziamento | 23 novembre 2010  | 11 dicembre 2011 |
| 11 | Damage Control                                     | Danni collaterali               | 4 gennaio 2011    | 18 dicembre 2011 |
| 12 | Meet the New Boss                                  | Il nuovo capo                   | 11 gennaio 2011   | 18 dicembre 2011 |
| 13 | Opening Night                                      | Serata inaugurale               | 18 gennaio 2011   | 25 dicembre 2011 |
| 14 | A House Divided                                    | Festa a sorpresa                | 1º febbraio 2011  | 25 dicembre 2011 |
| 15 | Just Go Home                                       | Di nuovo a casa                 | 8 febbraio 2011   | 1º gennaio 2012  |
| 16 | Amazing Andy and His Wonderful World of Bugs       | Buon compleanno Max             | 15 febbraio 2011  | 1º gennaio 2012  |
| 17 | Do Not Sleep with Your Autistic Nephew's Therapist | Grosso sbaglio                  | 22 febbraio 2011  | 8 gennaio 2012   |
| 18 | Qualities and Difficulties                         | Pro e contro                    | 1º marzo 2011     | 8 gennaio 2012   |
| 19 | Taking the Leap                                    | Un salto nel buio               | 29 marzo 2011     | 15 gennaio 2012  |
| 20 | New Plan                                           | Un nuovo piano                  | 5 aprile 2011     | 15 gennaio 2012  |
| 21 | Slipping Away                                      | Fuggire dalla realtà            | 12 aprile 2011    | 22 gennaio 2012  |
| 22 | Hard Times Come Again No More                      | Ricominciare                    | 19 aprile 2011    | 22 gennaio 2012  |

## Un nuovo lavoro
- Titolo originale: I Hear You, I See You
- Diretto da: Lawrence Trilling
- Scritto da: Jason Katims

### Trama
Kristina cerca di insegnare a guidare alla figlia Haddie, Adam nel frattempo è pressato dal suo datore di lavoro Gordon Flint, che gli mette in evidenza come sia troppo preso dagli impegni di famiglia, rischiando così di distrarsi dal suo lavoro. In realtà proprio la sorella Sarah da un'idea per un nuovo modello di scarpe che sarà molto apprezzata da Gordon, tanto che Adam gli darà l'opportunità di svolgere uno stage. Max sta organizzando il suo primo pigiama party, da trascorrere insieme a Jabbar, ma poiché quest'ultimo sarà costretto a saltare l'appuntamento, lo farà insieme alla sorella. Jasmine aveva programmato un week-end da trascorrere con il figlio a Berkeley, ma per impegni di lavoro dovrà rimandare, deludendo così Crosby che attendeva con ansia di ricongiungersi con lei e il figlio. Zeek è tornato a vivere con la moglie Camille, con la quale svolge una terapia di coppia. Joel e Julia dovranno affrontare le prime domande su come nascono i bambini da parte della figlia Sydney, discorso che li porterà a considerare l'eventualità dell'avere un altro figlio.
- Guest star: Minka Kelly (Gaby), William Baldwin (Gordon Flint).

## La responsabilità
- Titolo originale: No Good Deed
- Diretto da: Lawrence Trilling
- Scritto da: Tyler Bensinger

### Trama
Sarah inizia il suo stage presso l'azienda di Adam, non mancando di mettere a disagio il fratello, parlando della sua vita privata con i colleghi e trascorrendo molto tempo con il capo Gordon. Kristina nel frattempo cerca di consolare la vicina Suze Lessing, che sta divorziando dal marito Phil, scusa con la quale le affida suo figlio Nolan, che ha la stessa malattia di Max. Jasmine ritorna a Berkeley con Jabbar, ma presto dovrà partire per un tour in Europa di un mese, in cui non potrà portare il figlio. Crosby insiste nel voler ospitare Jabbar sulla sua barca, ma Jasmine e sua madre non sono dello stesso avviso; e alla fine lo stesso Crosby accetterà che stia con la nonna Renee. Julia, intanto, cerca di preservare i rapporti con le mamme delle compagne di scuola di Sydney.
- Guest star: Amanda Foreman (Suze Lessing), Phil Abrams (Phil Lessing), Tina Lifford (Renee Trussell), William Baldwin (Gordon Flint).

## Le cose non dette
- Titolo originale: I'm Cooler Than You Think
- Diretto da: Michael Waxman
- Scritto da: Bridget Carpenter

### Trama
Haddie annuncia di volersi candidare come presidente del consiglio studentesco, così Kristina cerca di aiutarla, viste le sue esperienze in materia di campagna elettorale, anche se finirà per farle molta pressione. Adam nel frattempo cerca di relazionarsi, a fatica, con il figlio Max. Amber conosce una nuova amica, Kelsey, proveniente da una famiglia facoltosa, così Sarah cerca di dimostrarsi all'altezza portando le ragazze ad un concerto di Ben Harper presso un locale esclusivo, dove riuscirà ad imbucarsi grazie ad un collega di lavoro conosciuto da poco, Mike. Crosby cerca di passare più tempo possibile con il figlio, anche se dovrà affrontare la freddezza di Renee nei suoi confronti, derivata dal fatto di essere stata abbandonata dal marito. Julia si dimostra molto eccitata all'idea di avere un figlio, mentre Joel, che ha già sacrificato una fetta della sua vita restando a casa per accudire Sydney, nutre qualche perplessità; ma alla fine accetterà l'idea della moglie.
- Guest star: Kate Jennings Grant (Jennifer), Kevin Alejandro (Mike), Minka Kelly (Gaby), Tina Lifford (Renee Trussell), Zosia Mamet (Kelsey).

## Una serata romantica
- Titolo originale: Date Night
- Diretto da: Adam Bernstein
- Scritto da: David Hudgins

### Trama
Dopo aver chiesto consigli ad Amber, alla madre e alla zia Sarah, Haddie riesce a comporre un discorso per le elezioni per la presidenza del consiglio d'istituto, che alla fine risulterà vincente. Kristina scopre da Suze Lessing che l'80% dei matrimoni con un figlio autistico finisce con un divorzio, così cerca di trovare del tempo da trascorrere romanticamente con Adam. Sarah accetta di uscire con Mike e prova a dare consigli al figlio Drew su come comportarsi con le ragazze, che si riveleranno però sbagliati in quanto lo porteranno ad equivocare gli atteggiamenti di una compagna di scuola, Holly. Crosby si scontra con il fratello di Jasmine, quando quest'ultimo è costretto ad andare a prendere Jabbar a scuola poiché Renee ha avuto un imprevisto e Crosby non può supplirla in quanto si fa cogliere ubriaco ad una festa di lavoro. Nel finale Jasmine farà ritorno a Berkeley, annunciando di aver lasciato la compagnia di ballo in modo da poter star accanto alla sua famiglia. Joel, nel frattempo, è impegnato ad illustrare un suo hobby presso la scuola di Sydney.
- Guest star: Amanda Foreman (Suze Lessing), Kevin Alejandro (Mike), Minka Kelly (Gaby), Tina Lifford (Renee Trussell), Vanessa Marano (Holly).

## Lo stand
- Titolo originale: The Booth Job
- Diretto da: Adam Davidson
- Scritto da: Kerry Ehrin

### Trama
Kristina decide di andare con i Lessing ad un gruppo di sostegno per genitori di bambini con la Sindrome di Asperger e prova a convincere Adam ad accompagnarla. Gordon Flint designa Sarah come rappresentante ad una fiera d'esposizione, in cui dovrà accompagnarlo. Qui Sarah si dimostra molto a suo agio e riesce a far concludere importanti accordi commerciali al suo capo, che già si era dimostrato attratto da lei. Crosby e Jasmine vogliono iscrivere Jabbar alla stessa scuola di Sydney, e per far colpo alla presentazione al direttore della scuola, dichiarano di essere sposati, in modo da dimostrare di essere una coppia stabile. Joel soffre il fatto che la figlia voglia dormire con i genitori tutte le notti, mentre Zeek e Camille cercano di ritrovare sintonia, provando ad iscriversi ad un corso di ballo.
- Guest star: Amanda Foreman (Suze Lessing), John Rubinstein (Liam Taylor), Kevin Alejandro (Mike), Phil Abrams (Phil Lessing), William Baldwin (Gordon Flint), Zosia Mamet (Kelsey).

## Allarme arancione
- Titolo originale: Orange Alert
- Diretto da: Adam Davidson
- Scritto da: Sarah Watson

### Trama
Mancano pochi giorni ad Halloween e Max chiede di poter partecipare anche lui alla festa come gli altri bambini, cosa che non aveva mai fatto. Kristina è spaventata da questa idea, ma dopo aver consultato il dottor Pelikan, lei e Adam acconsentono e si uniranno ai festeggiamenti supportati dal resto della famiglia. Sarah passa la serata di festa a lavorare come barista, confidando di ricevere più mance, ma viene interrotta da una chiamata di Amber, che aveva accompagnato l'amica Kelsey a una festa di amici in una Confraternita e ora necessita di un passaggio. Sarah la raggiunge accompagnata da Gordon, che le stava facendo la corte al locale; alla fine i due si scambieranno un passionale bacio e accetteranno di iniziare una relazione nonostante i loro differenti stili di vita. Nel frattempo Crosby valuta se trasferirsi con Jasmine in una nuova casa, e nel finale le chiederà di sposarlo.
- Guest star: Tom Amandes (Dott. Pelikan), William Baldwin (Gordon Flint), Zosia Mamet (Kelsey), JC Gonzalez

## Sette nomi
- Titolo originale: Seven Names
- Diretto da: Jan Eliasberg
- Scritto da: Eric Guggenheim

### Trama
Gordon assegna un difficile compito ad Adam: i conti dell'azienda non stanno andando bene, quindi dovrà licenziare sette persone. Nonostante provi a convincere il suo capo a cercare altre soluzioni, pur con enorme dispiacere visto che li conosce tutti da tanto tempo, è costretto a farlo. Nel frattempo Haddie dedica una parte del suo tempo a dei servizi sociali, mentre Sarah racconta alla madre di Kelsey, Jennifer, quanto accaduto la notte di Halloween. Questo segnerà la fine dell'amicizia tra le due ragazze in quanto la madre di Kelsey, che non conosce il reale stile di vita di sua figlia, dà la colpa di quanto accaduto ad Amber, giudicandola come "cattiva compagnia". Joel ricomincia a lavorare come costruttore edile, e ciò sconvolgerà i ritmi di Julia che dovrà fare molti sacrifici al lavoro per supplire all'assenza del marito nell'accudire Sydney. Crosby annuncia a tutta la famiglia che Jasmine ha accettato la proposta di matrimonio, anche se Jabbar non si è dimostrato molto eccitato dall'evento come sperava il padre.
- Guest star: Kate Jennings Grant (Jennifer), Michael B. Jordan (Alex), Phil Abrams (Phil Lessing), William Baldwin (Gordon Flint), Zosia Mamet (Kelsey).

## Un piccolo passo per un uomo...
- Titolo originale: If This Boat is a Rockin'
- Diretto da: Allison Liddi
- Scritto da: Tyler Bensinger

### Trama
Mentre sta facendo la spesa al supermercato, Adam dà un pugno ad un cliente in fila alla cassa che aveva definito "ritardato" Max. In questo modo ha scaricato un po' dello stress che aveva accumulato tra i problemi di lavoro, del figlio e della sorella. Al lavoro, intanto, l'idea della nuova scarpa con un rilevatore a distanza che aveva avuto Sarah viene bocciata da un product test; tuttavia quest'ultima trova consolazione in Gordon, con cui ha un'ottima intesa che sembra consolidare la loro relazione. Haddie continua a svolgere servizi sociali, finendo per innamorarsi del suo coordinatore, Alex; mentre Crosby, a malincuore, decide di vendere la barca sulla quale ha vissuto per anni in vista del suo trasferimento nella nuova casa con Jasmine e Jabbar.
- Guest star: Michael B. Jordan (Alex), William Baldwin (Gordon Flint).

## Mettiti in gioco
- Titolo originale: Put Yourself Out There
- Diretto da: Patrick Norris
- Scritto da: Bridget Carpenter

### Trama
Una compagna di scuola di Max festeggia il suo compleanno entro pochi giorni, ma non invita Max, perché quando giocano lui non sa accettare la sconfitta. Così Kristina cerca di convincere la madre della bambina, Andie, a concedere un'occasione a Max, invitandola con la figlia a casa sua per vedere come si comportano. Tra Haddie e Alex aumenta la sintonia e lei confessa di essersi innamorata anche alla nonna Camille. Sarah, nel frattempo, prova a sfruttare un'amicizia di Gordon, Carly Barrow, per far entrare la figlia nella prestigiosa Università di Berkeley. Nonostante Amber teme di non esserne all'altezza e deludere la madre, accetterà di incontrare la donna, sostenendo un colloquio molto positivo. Camille comunica a Zeek che al suo corso di pittura tornerà Matthew, l'uomo con cui l'ha tradito, a insegnare per qualche settimana, suscitando una grande gelosia nel marito. Zeek prova ad avere fiducia nella moglie, ma non resiste alla tentazione di andare a conoscere Matthew di persona e dirgli di stare alla larga da Camille, deludendo quest'ultima. Intanto, Joel è impegnato nell'organizzare la recita scolastica nella scuola della figlia. Poiché il preside Taylor non è rimasto molto soddisfatto del lavoro svolto da Joel l'anno prima, chiede a Crosby di dargli una mano, che ha progetti molto differenti per i bambini.
- Guest star: Joaquim de Almeida (Matthew), John Rubinstein (Liam Taylor), Michael B. Jordan (Alex), Minka Kelly (Gaby), William Baldwin (Gordon Flint), Angela Rawna (Dott.ssa Schecter), Jillian Bach (Andie), Rebecca Creskoff (Carly Barrow).

## Felice festa del Ringraziamento
- Titolo originale: Happy Thanksgiving
- Diretto da: Robert Berlinger
- Scritto da: David Hudgins

### Trama
Per il giorno del ringraziamento, come da tradizione, tutta la famiglia si riunisce a casa di Zeek e Camille, dove ognuno cerca di fare la sua parte; compresa Julia, che pur avendo enormi difficoltà in cucina, prova a preparare delle impegnative torte e Crosby, che vuole far colpo sulla futura suocera. Quest'anno infatti partecipano anche Renee, Jasmine e Jabbar, mentre Sarah decide di invitare Gordon. Tuttavia non sarà una buona idea in quanto Adam nutre risentimenti nei suoi confronti in quanto proprio in questo giorno di festa gli ha comunicato di aver venduto la società, cosa che lo porterà ad allontanarsi da Berkeley e da Sarah, che non accetterà di seguirlo segnando la fine della loro storia. Haddie, subito dopo pranzo, raggiunge Alex per aiutarlo nel distribuire pasti caldi ai senza-tetto, mentre il resto della famiglia disputa la tradizionale partita di football dei Braverman. Intanto, con l'occasione della festa, Zeek e Camille provano a riavvicinarsi.
- Guest star: Michael B. Jordan (Alex), William Baldwin (Gordon Flint), Tina Lifford (Renee Trussell).

## Danni collaterali
- Titolo originale: Damage Control
- Diretto da: Lawrence Trilling
- Scritto da: Kerry Ehrin

### Trama
Dopo la storia di Gordon, Sarah decide di non voler più provare ad avere una relazione con un uomo, così cerca di trovare conforto nella sorella Julia, organizzando una serata tra ragazze. Andrew prova a far colpo sui suoi amici portandoli a casa sua e offrendogli una birra, facendo infuriare la madre, che teme che anche i loro figli possano cadere negli stessi errori del padre, che ha sofferto di dipendenze da droghe e alcol. Adam decide di andare a conoscere Alex, invitandolo a cena. Adam e Kristina rimangono impressionati da lui e dalla sua storia, ma capiscono che Haddie, ancora sedicenne, è troppo giovane per impegnarsi in una relazione seria; quindi provano a convincere la figlia di interrompere la loro relazione. Nel frattempo, Joel e Julia devono rispondere alle prime domande di Sydney sulla morte, dopo che un uccello muore dopo essersi schiantato contro una porta di vetro della loro casa, mentre Jasmine chiede a Crosby di essere meno permissivo con Jabbar.
- Guest star: Michael B. Jordan (Alex).

## Il nuovo capo
- Titolo originale: Meet the New Boss
- Diretto da: Lawrence Trilling
- Scritto da: Sarah Watson

### Trama
Adam fa la conoscenza del suo nuovo capo che ha appena comprato l'azienda: Cory Smith, un giovane ragazzo che si è arricchito ideando un videogioco. Cory non ha alcun piano aziendale, né sembra avere esperienza e capacità necessaria per gestire una società, quindi Adam inizia subito a temere per il destino dell'azienda e conseguentemente del suo stesso lavoro. Cerca di prepararsi anche all'eventualità di dover trovare un'altra occupazione, ma nonostante possiede un ottimo curriculum, si rende presto conto di non avere alternative. Haddie, nonostante il divieto imposto dai genitori, continua a vedere segretamente Alex, con cui trascorre una prima serata romantica. Nel frattempo Amber, che ha scritto una canzone, decide di esibirsi in un locale; pur colta da paure e insicurezze, con l'immancabile supporto della famiglia riesce ad effettuare una buona prestazione. Crosby intanto si rende conto di non essere molto bravo ad organizzare recite scolastiche, così chiede a Joel di tornare a dargli una mano, dopo che quest'ultimo se n'era lavato le mani a causa delle loro divergenze iniziali.
- Guest star: Anthony Carrigan (Cory Smith), Michael B. Jordan (Alex), John Rubinstein (Liam Taylor).

## Serata inaugurale
- Titolo originale: Opening Night
- Diretto da: Ken Whittingham
- Scritto da: Monica Henderson

### Trama
Adam e Kristina scoprono che Haddie ha mentito e continua a vedere Alex, così decidono di metterla in punizione. La ragazza però non vuole accettare la decisione dei genitori, finendo per chiedere alla nonna, che ha già avuto occasione di confortarla per tale situazione, di ospitarla per un tempo indefinito; mentre Alex invece rispetta le loro ragioni: un ex alcolizzato diciannovenne che vive da solo è inadatto ad una sedicenne. Sarah, nel frattempo, è costretta ad aiutare il figlio a vendere della carta-regalo natalizia per la squadra di baseball della scuola, nonostante le festività siano appena passate; mentre Crosby e Joel mettono a punto gli ultimi preparativi per l'imminente recita scolastica. Jabbar viene colto da insicurezze e vuole evitare di avere una parte tutta sua, appoggiato dalla madre, mentre Crosby insiste affinché il figlio non getti la spugna. Alla fine Jabbar troverà il coraggio di esibirsi in uno spettacolo che risulterà ben riuscito.
- Guest star: Anthony Carrigan (Cory Smith), Michael B. Jordan (Alex).

## Festa a sorpresa
- Titolo originale: A House Divided
- Diretto da: Ken Whittingham
- Scritto da: Tyler Bensinger

### Trama
Adam e Kristina si interrogano sulla scelta fatta nei confronti di Haddie, che si è trasferita dai nonni finché i genitori non le consentiranno di vedere Alex, che a sua volta si rifiuta di continuare la sua relazione con lei senza il loro appoggio. Mentre Adam cambia idea, Kristina è però fermamente convinta di voler tener lontano i due ragazzi, poiché teme di perdere la figlia. Sua madre infatti, è scappata da casa con suo padre quando aveva la stessa età di Haddie. Non mancano momenti di tensione tra Kristina e Camille, che appoggia la nipote, anche se alla fine troveranno il modo di capirsi. Nel frattempo, Sarah prova a chiedere un aumento al suo capo Cory, che però sarà impossibilitato nel concederglielo vista la situazione dell'azienda; così lei si licenzierà in quanto riesce a guadagna di più come cameriera grazie alle mance. Julia organizza una festa di fidanzamento per sole ragazze in vista del matrimonio di Jasmine, pianificando tutto nei minimi dettagli, ma sarà costretta ad ospitare anche i ragazzi, poiché a quella parallela organizzata per Crosby Adam si è presentato drogato, costringendo il fratello e il cognato Joel ad accompagnarlo dalla moglie. Adam aveva infatti accettato un lecca lecca da Cory, che lo aveva chiamato fuori dall'orario di lavoro per illustrargli la sua idea sull'attività dell'azienda (ritornare a produrre un solo prodotto, ideando un nuovo modello "geniale") senza sapere però che era alla marijuana. Intanto Zeek, per rispettare la tradizione di famiglia, porta Max in campeggio per una notte, sottovalutando i problemi del ragazzo, e ritrovandosi quindi ad affrontare una sua crisi, che lo porterà a capire meglio quello che Adam e Kristina devono affrontare giorno per giorno.
- Guest star: Anthony Carrigan (Cory Smith).

## Di nuovo a casa
- Titolo originale: Just Go Home
- Diretto da: Lawrence Trilling
- Scritto da: Bridget Carpenter

### Trama
Seth, il padre di Amber e Drew, ritorna a Berkeley per una serie di concerti con la sua band. Drew lo contatta e si fa invitare per il suo prossimo concerto, ma la madre è fortemente contrariata, così come la sorella. Dopo averlo incontrato di persona e avergli chiesto se fa ancora uso di alcol e droghe, Sarah consente al figlio di andare allo spettacolo insieme ad Amber. Nel frattempo Haddie, incoraggiata dalla nonna, decide di ritornare a casa, dove Adam e Kristina accettano che lei e Alex possano uscire insieme, pur mettendo dei limiti. Crosby intanto è costretto ad andare ad un incontro pre-matrimoniale dal reverendo Gordon, amico della madre di Jasmine; ma successivamente ha un duro litigio con la futura moglie poiché dal suo punto di vista si sente escluso da qualsiasi tipo di decisione sulla loro relazione presente e futura, che invece di farle insieme vengono prese unilateralmente da Jasmine.
- Guest star: John Corbett (Seth Holt), Michael B. Jordan (Alex), Tina Lifford (Renee Trussell), Gregg Daniel (Reverendo Gordon).

## Buon compleanno Max
- Titolo originale: Amazing Andy and His Wonderful World of Bugs
- Diretto da: Lawrence Trilling
- Scritto da: Kerry Ehrin

### Trama
Mancano pochi giorni al compleanno di Max, così Adam e Kristina decidono di organizzare una festa nella propria abitazione chiamando Andy, un ragazzo che si esibisce con gli insetti conosciuto presso la scuola del figlio, senza sapere però che anche lui ha la sindrome di Asperger. Nonostante molte perplessità, Adam e Kristina decidono comunque di ingaggiare Andy per la festa, alla quale riesce ad intrattenere e stupire tutti gli invitati. Nel frattempo Julia fatica a tenere a bada gli impulsi sessuali del marito, al quale impone di aspettare il suo periodo di ovulazione prima di avere un rapporto sessuale, in modo da aumentare così le possibilità di rimanere incinta. Drew continua a trascorrere del tempo con suo padre, cosa che gli fa scoprire alcuni lati nascosti della sua personalità, finendo per ingaggiare una rissa con un compagno di scuola; cosa che non viene accolta del tutto negativamente dalla madre. Crosby, dopo il litigio con Jasmine, ritorna a vivere momentaneamente sulla sua vecchia barca, e i suoi tentativi di riappacificarsi con la fidanzata vengono respinti da quest'ultima, che vuole prendersi una pausa di riflessione. Questo però spinge Crosby ad avvicinarsi a Gaby, l'insegnante di sostegno di Max, con la quale trova una forte intesa sentimentale, arrivando anche ad andarci a letto.
- Guest star: Michael Emerson (Andy), Minka Kelly (Gaby), John Corbett (Seth Holt).

## Grosso sbaglio
- Titolo originale: Do Not Sleep with Your Autistic Nephew's Therapist
- Diretto da: Jason Katims
- Scritto da: Jason Katims

### Trama
Gaby, dopo quanto accaduto con Crosby, decide di licenziarsi e allontanarsi dalla famiglia Braverman. Adam e Kristina, non sapendo quanto accaduto, provano a far cambiare idea alla ragazza, ma quando scoprono il motivo non possono far altro che prenderne atto e infuriarsi con Crosby; il quale nel frattempo confessa a Jasmine il suo tradimento, rischiando di portare definitivamente al termine la loro relazione. Intanto Seth prova a riavvicinarsi anche ad Amber, ma la figlia continua a precludergli qualsiasi possibilità. Alla fine si riallontanerà nuovamente dall'ex moglie e dai figli per intraprendere una nuova tournée con la sua band musicale. Julia e Joel, intanto, devono affrontare la decisione di Sydney di diventare vegetariana.
- Guest star: John Corbett (Seth Holt), Minka Kelly (Gaby), Michael B. Jordan (Alex).

## Pro e contro
- Titolo originale: Qualities and Difficulties
- Diretto da: Bob Berlinger
- Scritto da: Bridget Carpenter

### Trama
Max, durante l'ultima discussione tra Adam e il fratello Crosby, apprende di avere la Sindrome di Asperger, così i genitori gli dovranno spiegare cosa sia e cosa comporta per lui. Poiché ciò avviene in modo improvviso, Adam e Kristina inizialmente si fanno prendere dal panico, ma dopo aver consultato il dottor Pelikan, lo specialista che segue Max, trovano il modo giusto per affrontare la situazione. Crosby nel frattempo cerca di chiedere perdono sia a Jasmine che al fratello, ma entrambi si rifiutano di parlare con lui. Julia e Joel rinunciano a festeggiare il loro ottavo anniversario di matrimonio per consolare Jasmine, che inizialmente si era impegnata ad ospitare Sydney ad un pigiama party organizzato da Jabbar lasciando loro una serata libera. Sarah incontra nuovamente il professor Cyr per mostrargli una storia che ha scritto; quest'ultimo ne rimane positivamente colpito e la incoraggia a continuare la sua opera, anche se non ha i canoni di un tradizionale racconto, bensì di un'opera teatrale.
- Guest star: Jason Ritter (Mark Cyr), Tom Amandes (Dott. Pelikan), Brad Grunberg (Louie), Jim O'Heir (Pat Shanahan).

## Un salto nel buio
- Titolo originale: Taking the Leap
- Diretto da: Andrew Bernstein
- Scritto da: David Hudgins

### Trama
La direttrice dell'attuale scuola di Max convoca Adam e Kristina per parlare del proprio figlio, senza anticipare nulla. Nonostante i due sono molto preoccupati, in realtà scopriranno che Max è più dotato degli altri bambini con la Sindrome di Asperger; così si ritrovano a considerare di reiscrivere il figlio ad una scuola tradizionale a partire dal prossimo anno scolastico. Mentre Adam ne è entusiasta, Kristina nutre forti perplessità, ma alla fine si convincerà ad iscrivere Max alla stessa scuola di Jabbar e Sydney. Nel frattempo Kristina scopre che Gaby è la nuova terapeuta dei Lessing, ma troverà comunque il modo di riappacificarsi con lei. Zeek presenta alla figlia Sarah il suo amico e produttore teatrale Gilliam T. Blount, che analizzerà la sua opera e valuterà se portarla in teatro. Amber, mentre è impegnata in un tirocinio presso l'ufficio legale della zia Julia, scopre di essere stata respinta dal college a cui aveva fatto richiesta d'ammissione. Crosby continua a cercare di riavvicinarsi a Jasmine, ricordandole i momenti felici passati insieme a Jabbar, ma lei rifiuta ancora l'idea di perdonarlo e gli comunica di avere l'intenzione di voltare pagina. Intanto, poiché dopo quattro mesi ancora Julia e Joel non riescono ad avere un bambino, decidono di farsi controllare. Mentre l'apparato riproduttivo di Joel sta bene, Julia scopre di soffrire di sinechia intrauterina che le renderà difficilissimo rimanere incinta.
- Guest star: Richard Dreyfuss (Gilliam T. Blount), Rebecca Creskoff (Carly Barrow), Minka Kelly (Gaby), Amanda Foreman (Suze Lessing), Scott Michael Foster (Gary), Paula Newsome (Dott.ssa Robertson).

## Un nuovo piano
- Titolo originale: New Plan
- Diretto da: Michael Weaver
- Scritto da: Jamie Duneier

### Trama
Alex e Haddie decidono di partecipare al ballo scolastico di fine anno, al quale convincono a partecipare anche Amber, combinandole un appuntamento al buio con un amico di Alex, Brandon. Tuttavia Amber soffre ancora per non essere stata ammessa al college, così abbandonerà presto la serata, mentre Alex e Haddie vivono il loro primo rapporto sessuale. Nel frattempo Sarah è ancora impegnata nella scrittura della sua commedia teatrale, guidata da Gilliam, che non esita a metterle pressione per finire presto il lavoro. Julia, accettando di non poter avere più figli, decide di passare molto più tempo del solito con Sydney, finendo per esagerare. Crosby, intanto, pianifica di riconquistare Jasmine comprando per lei una nuova casa. Dopo aver venduto definitivamente la barca, compra quindi una vecchia abitazione da ristrutturare, contando sul supporto dei fratelli, compreso Adam, che alla fine si riappacificherà con lui.
- Guest star: Richard Dreyfuss (Gilliam T. Blount), Michael B. Jordan (Alex), Zosia Mamet (Kelsey), Evan Peters (Brandon).

## Fuggire dalla realtà
- Titolo originale: Slipping Away
- Diretto da: Lawrence Trilling
- Scritto da: Kerry Ehrin

### Trama
A causa di una telefonata partita accidentalmente dal cellulare di Haddie, Adam e Kristina scoprono che la loro figlia ha iniziato ad avere rapporti sessuali con Alex. Anche se lei inizialmente tenta di tenere segreta la questione, presto si convince a confidarsi con la madre. Adam sarà colto da profonda amarezza, ma alla fine troverà il modo di accettare la cosa. Crosby, intanto, avvia la ristrutturazione della sua nuova casa, con l'aiuto di Joel, vendendo anche la sua moto per coprire le spese; nonostante sappia che riconquistare Jasmine sarà un'impresa ardua. Nel frattempo, grazie a Gilliam, Sarah conosce Jack Kraft, un celebre regista teatrale, che accetterà di produrre la sua commedia. Amber riprende a far uso di droghe insieme a Gary, un ragazzo conosciuto presso lo studio della zia Julia. Nel finale, dopo aver litigato con la madre rimane vittima di un incidente stradale con quest'ultimo.
- Guest star: Richard Dreyfuss (Gilliam T. Blount), Michael B. Jordan (Alex), Anthony Carrigan (Cory Smith), Scott Michael Foster (Gary), Steven Weber (Jack Kraft).

## Ricominciare
- Titolo originale: Hard Times Come Again No More
- Diretto da: Lawrence Trilling
- Scritto da: Jason Katims

### Trama
Dopo l'incidente di Amber, tutta la famiglia Braverman si ritrova riunita presso l'ospedale di Berkeley, in attesa di conoscere le condizioni della ragazza. Fortunatamente Amber riporta solo ferite lievi, mentre Gary, per il quale non si era nemmeno reso necessario un ricovero ospedaliero, è stato arrestato per guida in stato d'ebbrezza. Dopo che Amber viene dimessa, Sarah può dedicarsi al suo spettacolo, che consiste in una lettura teatrale, al quale sarà presente tutta la sua famiglia. Il padre Zeek è presente anche tra gli attori. Nel frattempo, Julia si confronta nuovamente con il fatto di non poter avere figli, dopo che in ospedale aveva incontrato l'ex insegnante della figlia, la signorina Woo, sul punto di far nascere un bambino. Mentre in un primo tempo è contenta di non dover più affrontare i dolori del parto, dopo aver partecipato alla gioia portata dalla nascita del bambino si convince a chiedere al marito di fare un'adozione. Intanto Adam, dopo aver discusso con il suo capo Cory del licenziamento di un dipendente, viene licenziato anche lui. Poco dopo averlo comunicato alla moglie, questa gli annuncerà di essere incinta. Nel finale, Crosby, grazie all'intercessione di Joel, riesce a convincere Jasmine a visitare la sua nuova casa che ha comprato per lei.
- Guest star: Richard Dreyfuss (Gilliam T. Blount), Michael B. Jordan (Alex), Anthony Carrigan (Cory Smith), Brittany Ishibashi (Signorina Woo).